# Torzijska vibracija
Torzijska vibracija je kotna vibracija predmeta - običajno gredi vzdolž njene osi vrtenja. Torzijske vibracije so pogosto problematične v sistemih za prenos moči z uporabo vrtljivih gredi ali sklopk, kjer lahko povzročijo okvare, če niso nadzorovane. Drugi učinek torzijskih nihanj velja za osebna vozila. Torzijske vibracije lahko pri določenih hitrostih povzročijo vibracije sedežev ali hrup. Oba zmanjšata udobje.